# Calceolaria fothergillii
Calceolaria fothergillii är en toffelblomsväxtart som beskrevs av Soland. in Ait.. Calceolaria fothergillii ingår i släktet toffelblommor, och familjen toffelblomsväxter. Inga underarter finns listade i Catalogue of Life.